# Hieracium catenatum
Hieracium catenatum — вид рослин з родини айстрових (Asteraceae), поширений у Білорусі й Україні.

## Опис
Прикореневі листки зверху запушені розсіяними простими волосками; середні прикореневі листя довгасті, з найбільшою шириною близько середини або трохи нижче, з клиноподібною або закруглено-клиноподібним основою, з вгору спрямованими почергово великими і дрібними зубцями.

## Поширення
Поширений у Білорусі й Україні. 
У Білорусі зростає в сосняках моховитих і чорнично-моховитих.